# Pismo dongba

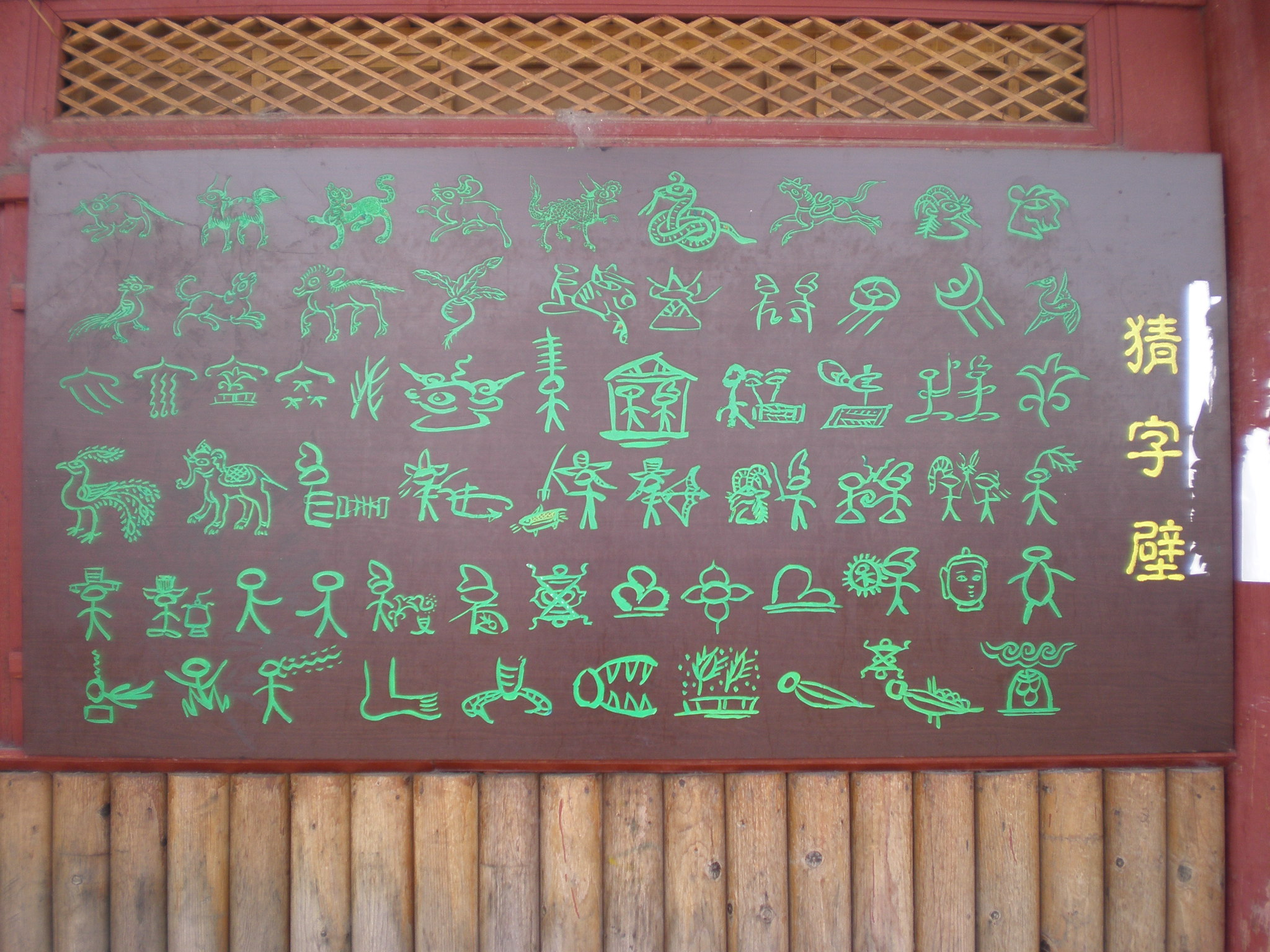
Pismo dongba

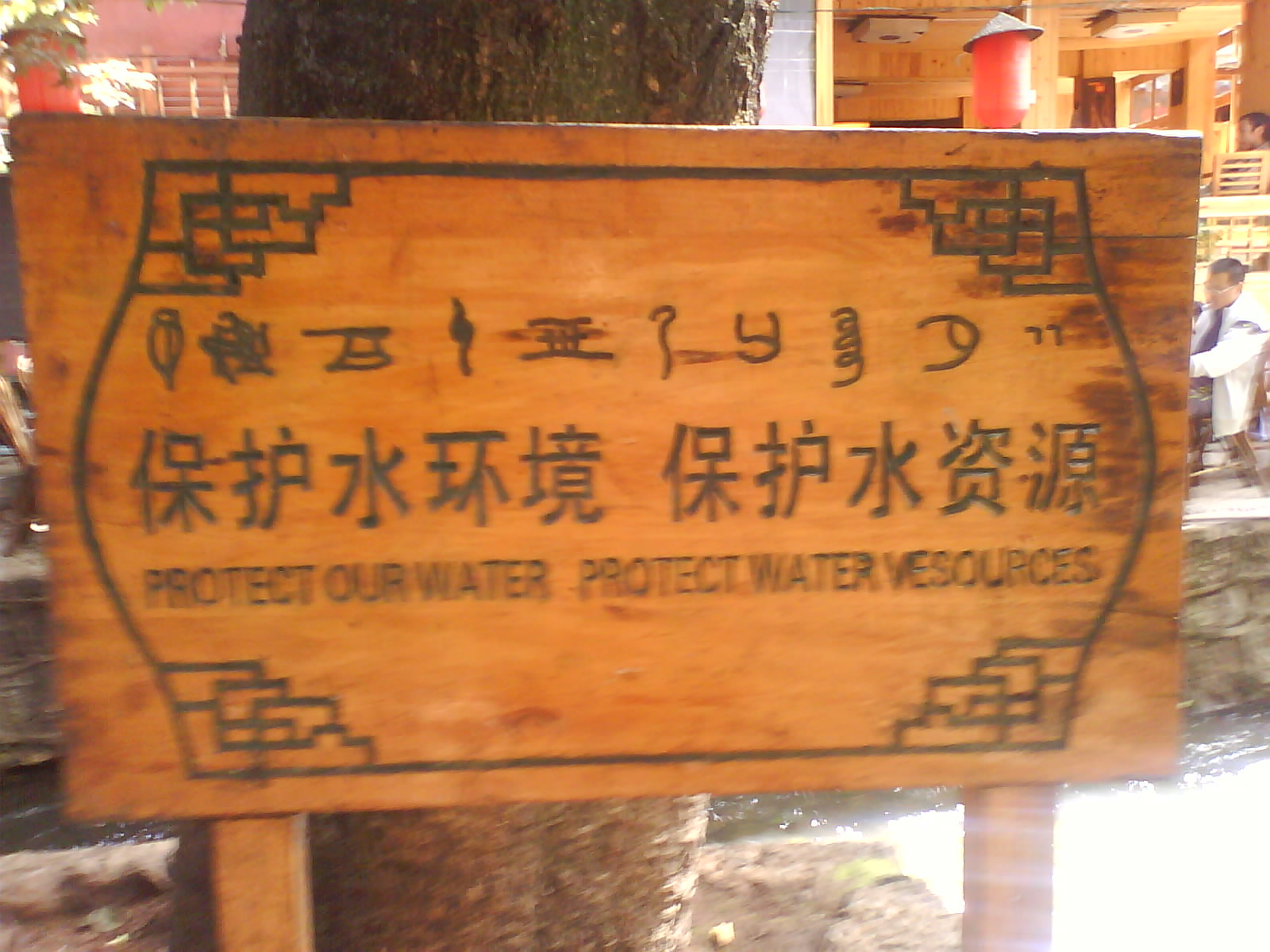
Trójjęzyczny napis dongba, chiński i angielski

Pismo dongba – piktograficzny system pisma używany przez kapłanów bön tybeto-birmańskiej mniejszości etnicznej Naxi w Chinach, zwanych dongba. Pismo to służyło jako pomoc kapłanom, do zapisywania tekstów rytualnych. Obecnie, obok pisma geba oraz alfabetu łacińskiego, jest jednym z trzech rodzajów pisma używanych przez Naxi. 

## Historia
Pismo dongba jest najprawdopodobniej wytworem oryginalnym o wielowiekowej historii. Zgodnie z tradycją samych dongba system ten został stworzony przez założyciela tradycji bön w Tybecie, Szenraba Miło (język tybetański: ston pa gshen rab dongba Shenrab).
Z chińskich dokumentów wynika że pismo dongba było w użyciu już w VII w. za czasów wczesnej dynastii Tang.
Po rewolucji kulturalnej w Chinach dążono do unicestwienia tego systemu pisma. Zniszczono wówczas tysiące manuskryptów. Niemal połowa rękopisów które się zachowały, została wcześniej wywieziona do Europy i USA. Do zapisu języka naxi wprowadzono alfabet łaciński.

## Charakterystyka
Dongba jest pismem piktograficzno-ideograficznym, obejmującym około tysiąca znaków, które służyły kapłanom jako pomoc mnemotechniczna. Pojedynczy glif mógł służyć do recytowania całego zdania. Pojęcia dla których nie ma odpowiedniego znaku są zapisywane za pomocą uzupełniającego sylabariusza geba, tworząc rodzaj rebusa. Nazwa pisma w języku naxi znaczy dosłownie „zapiski na drewnie i kamieniu”, co może sugerować, że w przeszłości pisano na bardziej trwałych materiałach, jednak współcześnie używa się papieru domowej roboty, wytworzonego z rośliny daphne tangutica. Do pisania używa się bambusowych piór i tuszu uzyskanego z popiołu. Kierunek pisma od lewej do prawej.